# Diócesis de Lira
La diócesis de Lira (en latín: Dioecesis Lirensis, en inglés: Roman Catholic Diocese of Lira) es una circunscripción eclesiástica de la Iglesia católica en Uganda. Se trata de una diócesis latina, sufragánea de la arquidiócesis de Gulu. Desde el 23 de noviembre de 2018 su obispo es Santus Lino Wanok.

## Territorio y organización
La diócesis tiene 12 034 km² y extiende su jurisdicción sobre los fieles católicos de rito latino residentes en los distritos de Oyam, Lira, Dokolo, Amolatar y Apac en la región Septentrional.
La sede de la diócesis se encuentra en la ciudad de Lira, en donde se halla la Catedral de los Santos Mártires Ugandeses.
En 2019 en la diócesis existían 20 parroquias.

## Historia
La diócesis fue erigida el 12 de julio de 1968 con la bula Firmissima spe ducti del papa Pablo VI, obteniendo el territorio de la diócesis de Gulu (hoy arquidiócesis).
Originalmente sufragánea de la arquidiócesis de Kampala, pasó a formar parte de la provincia eclesiástica de la arquidiócesis de Gulu el 2 de enero de 1999.

## Estadísticas
Según el Anuario Pontificio 2020 la diócesis tenía a fines de 2019 un total de 1 336 330 fieles bautizados.
| Año                                                                             | Población            | Población | Población      | Sacerdotes | Sacerdotes    | Sacerdotes    | Bautizados por sacerdote | Diáconos permanentes | Religiosos | Religiosos | Parroquias |
| Año                                                                             | Bautizados católicos | Total     | % de católicos | Total      | Clero secular | Clero regular | Bautizados por sacerdote | Diáconos permanentes | Varones    | Mujeres    | Parroquias |
| ------------------------------------------------------------------------------- | -------------------- | --------- | -------------- | ---------- | ------------- | ------------- | ------------------------ | -------------------- | ---------- | ---------- | ---------- |
| 1970                                                                            | 167 557              | 505 218   | 33.2           | 40         | 6             | 34            | 4188                     |                      | 47         | 39         | 15         |
| 1980                                                                            | 284 142              | 656 441   | 43.3           | 33         | 6             | 27            | 8610                     |                      | 41         | 90         | 15         |
| 1987                                                                            | 348 642              | 799 846   | 43.6           | 66         | 19            | 47            | 5282                     |                      | 84         | 118        | 16         |
| 1999                                                                            | 710 485              | 1 299 708 | 54.7           | 52         | 27            | 25            | 13 663                   |                      | 33         | 108        | 17         |
| 2000                                                                            | 950 800              | 1 586 070 | 59.9           | 57         | 33            | 24            | 16 680                   |                      | 32         | 130        | 17         |
| 2001                                                                            | 961 684              | 1 606 070 | 59.9           | 58         | 30            | 28            | 16 580                   |                      | 34         | 112        | 17         |
| 2002                                                                            | 980 000              | 1 750 200 | 56.0           | 53         | 28            | 25            | 18 490                   |                      | 32         | 125        | 18         |
| 2003                                                                            | 980 600              | 1 751 700 | 56.0           | 51         | 27            | 24            | 19 227                   |                      | 28         | 120        | 18         |
| 2004                                                                            | 980 600              | 1 751 700 | 56.0           | 54         | 30            | 24            | 18 159                   |                      | 34         | 120        | 20         |
| 2007                                                                            | 1 094 000            | 1 955 000 | 56.0           | 53         | 32            | 21            | 20 641                   | 1                    | 25         | 117        | 18         |
| 2013                                                                            | 1 336 000            | 2 382 000 | 56.1           | 61         | 45            | 16            | 21 901                   |                      | 19         | 106        | 18         |
| 2016                                                                            | 1 290 669            | 2 123 544 | 60.8           | 74         | 56            | 18            | 17 441                   |                      | 20         | 115        | 18         |
| 2019                                                                            | 1 336 330            | 2 188 300 | 61.1           | 78         | 63            | 15            | 17 132                   |                      | 16         | 91         | 20         |
| Fuente: Catholic-Hierarchy, que a su vez toma los datos del Anuario Pontificio. |                      |           |                |            |               |               |                          |                      |            |            |            |

## Episcopologio
- Cesare Asili † (12 de julio de 1968-12 de octubre de 1988 falleció)
- Joseph Oyanga † (4 de julio de 1989-2 de diciembre de 2003 renunció)
- Giuseppe Franzelli, M.C.C.I. (1 de abril de 2005-23 de noviembre de 2018 retirado)
- Santus Lino Wanok, desde el 23 de noviembre de 2018